# 79912 Террелл
79912 Террелл (79912 Terrell) — астероїд головного поясу, відкритий 10 лютого 1999 року.
Тіссеранів параметр щодо Юпітера — 3,336.